# Beinhaus (Bénodet)

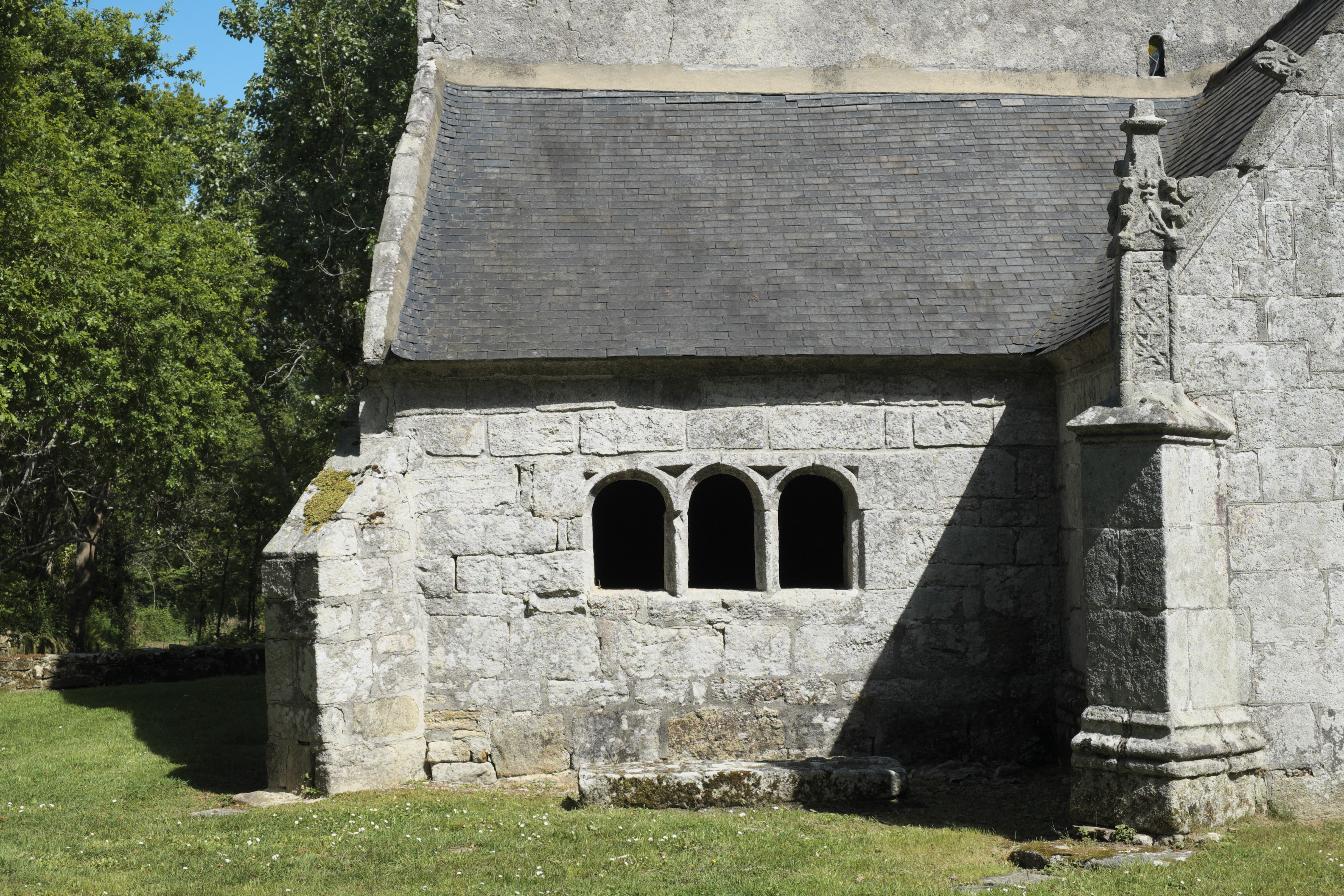
Beinhaus in Bénodet

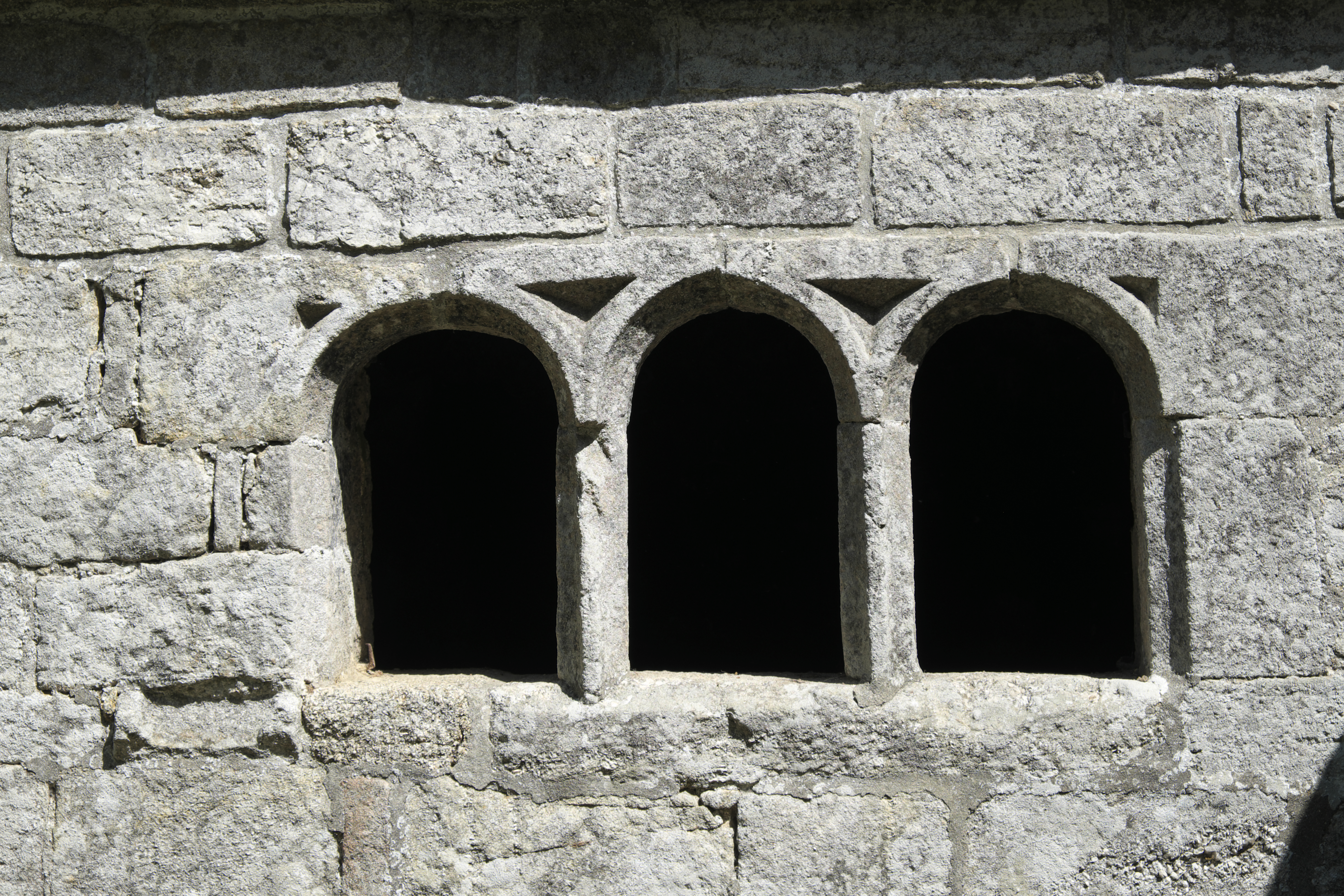
Drillingsfenster

Das Beinhaus in Bénodet, einer französischen Gemeinde im Département Finistère in der Region Bretagne, wurde vermutlich im 12. Jahrhundert errichtet. Das Beinhaus im Stil der Romanik ist an die Kapelle Ste-Brigitte, südlich der Vorhalle mit Eingang, angebaut.
Im Jahr 1916 wurde das Beinhaus als Teil der sogenannten Chapelle de Perguet als Monument historique in die Liste der Baudenkmäler in Frankreich aufgenommen.
Das kleine Gebäude aus heimischem Granit besitzt ein Drillingsfenster und wird von rechteckigen Steinplatten gedeckt.